# Бутано-индийские отношения
Двусторонние отношения между Бутаном и Индией традиционно были близки. С момента обретения независимости в 1947 году, Индия унаследовала от Британской империи сюзеренитет над Бутаном. Хотя с того времени многое изменилось, Индия по-прежнему оказывает влияние на внешнюю политику, оборону и торговлю Бутана.
Индия была и остаётся основным партнёром Бутана, в экономике, политике, культурном обмене. На Индию приходится подавляющая доля внешнеторговых операций. Жители Индии могут почти без ограничений посещать Бутан, что значительно сложнее для жителей других стран. Бутанцы часто посещают Индию — для учёбы, лечения, паломничества, бизнеса. Многие бутанцы закончили индийские университеты. Индия поддерживает Бутан в военном отношении.
Вместе с тем Бутан относится к Индии с некоторой осторожностью, опасаясь за свой суверенитет и культурную идентичность.

## История
На протяжении большей части своей истории Бутан сохранял свою изолированность от внешнего мира, оставаясь вне международных организаций и поддерживая немногочисленные двусторонние отношения. Ещё в 1865 году был подписан первый договор о дружбе между Бутаном и Британской Индией. Когда Бутан стал монархией — Британская Индия была первой страной, признавшей её, и в 1910 году договор был обновлён. Бутан одним из первых признал независимость Индии в 1947 году и между двумя странами установились тесные отношения, которые усилились после аннексии Тибета Китаем в 1950 году и его пограничными спорами с Бутаном и Индией. Индию и Бутан разделяет 605-километровая граница. Индия является крупнейшим торговым партнёром Бутана, на неё приходится 98 % экспорта и 90 % импорта Бутана.

### Договор 1949 года
8 августа 1949 года Бутан и Индия подписали Договор о дружбе, призывающий к миру между двумя странами и невмешательству в их внутренние дела. Тем не менее, Бутан согласился отдать «руководство» своей внешней политикой Индии, а обе страны договорились о тесном сотрудничестве в области внешней политики и обороны. Также были подписаны соглашения о свободной торговле и экстрадиции.
Оккупация Тибета коммунистическим Китаем ещё больше сблизила страны. В 1958 году тогдашний премьер-министр Индии Джавахарлал Неру посетил Бутан и подтвердил поддержку Индией независимости Бутана, а затем заявил в индийском парламенте, что любая агрессия против Бутана будет рассматриваться как агрессия против Индии. Индия оказывала экономическую и военную помощь Бутану, который приступил к осуществлению программы модернизации для укрепления своей безопасности. Хотя Индия неоднократно подтверждала свою военную поддержку Бутана, последний выразил озабоченность по поводу способности Индии защитить Бутан от Китая, ведя одновременно войну с Пакистаном.
Индийская армия представлена в Бутане военной базой в Хаа и несколькими представительствами. С 1962 года в Бутане действует индийская военная организация IMTRAT (Indian Military Training Team), базирующаяся в Хаа.
Несмотря на хорошие отношения, Индия и Бутан до периода 1973—1984 годов не завершили демаркацию границы. Проведённые переговоры помогли в целом разрешить разногласия, за исключением некоторых небольших участков, в том числе в зоне между Сарбхангом и Гелепху и на восточной границе с индийским штатом Аруначал-Прадеш.

### Дистанцирование от Индии
Несмотря на близкие и дружественные отношения, правительство Бутана заявило о необходимости пересмотра части договора в сторону укрепления суверенитета Бутана. Бутан начал постепенно налаживать независимые отношения в международных делах, присоединился к ООН в 1971 году, признал независимость Бангладеш и подписал в 1972 году новое торговое соглашение, которое предусматривало освобождение бутанских товаров от экспортных пошлин при их экспорте в третьи страны. С 2003 по 2004 год бутанская армия проводила операции против индийских повстанцев из Ассама (см. Операция Бутана против ассамского сопротивления), которые имели свои базы на территории Бутана и использовали их для организации нападений на индийские земли.

### Договор 2007 года
Бутан и Индия пересмотрели договор 1949 года и подписали новый Договор о дружбе в 2007 году. В новом договоре было изъято положение, согласно которому Индия ранее руководила внешней политикой Бутана, а Бутану больше не требовалось согласие Индии на импорт оружия. В 2008 году Бутан посетил премьер-министр Индии Манмохан Сингх и выразил решительную поддержку бутанским демократическим преобразованиям. Индия также согласилась импортировать из Бутана до 2020 года не менее 5 000 МВт электроэнергии.